# Пођо Корезе (Ријети)
Пођо Корезе је насеље у Италији у округу Ријети, региону Лацио.
Према процени из 2011. у насељу је живело 493 становника. Насеље се налази на надморској висини од 321 м.